# Leopoldo Fernández (político boliviano)
Leopoldo Fernández Ferreira (Cobija, Bolivia; 22 de mayo de 1952) es un político boliviano. Fue diputado y senador, también fungió como exministro de Gobierno en el gobierno de Jorge Quiroga y como prefecto del departamento de Pando. Fue involucrado durante el primer gobierno de Evo Morales en el caso de la Masacre de Porvenir de 2008.

## Biografía
Leopoldo Fernández nació en la ciudad de Cobija el 22 de mayo de 1952. Estudió en la Universidad Mayor de San Andrés (UMSA), aunque no logró concluir su formación. Después finalizó la carrera de Ciencias Políticas a sus 40 años.

## Carrera política
Su carrera política comenzó con Acción Democrática Nacionalista (ADN), fue parlamentario desde sus 27 años, diputado en tres ocasiones y senador en cuatro por el departamento de Pando. Fue ministro de Gobierno en la presidencia de Jorge Quiroga Ramírez entre 2001 y 2002. Resultó elegido prefecto del departamento de Pando por PODEMOS, Poder Democrático y Social,  fue prefecto del departamento de Pando entre 2006 y 2008.

## Caso Porvenir
Leopoldo Fernández fue detenido, durante el gobierno del Movimiento al Socialismo (MAS) de Evo Morales, el 16 de septiembre de 2008 por cargos de actos contra el estado de emergencia. Además de inculparlo por cargos por genocidio, fue acusado de organizar la masacre de Porvenir. Quienes lo acusaron indicaron que fue una emboscada en la que alrededor de 30 campesinos fueron asesinados y 37 heridos en El Porvenir, el 11 de septiembre de 2008. Landelino Rafael Bandeira Arze fue nombrado su sucesor interino por el presidente Evo Morales, y asumió el cargo de prefecto de 20 de septiembre de 2008.
Los fiscales del Ministerio Público presentaron acusaciones contra 26 personas, entre ellas Fernández, por la masacre de Porvenir, ante el Tribunal Sexto de Sentencia  el 12 de octubre de 2009.
Fue llevado el 2011 a la cárcel de Chonchocoro como medida precautoria. En 2014 obtuvo el arresto domiciliario en espera de su sentencia.
El 10 de marzo de 2017 Leopoldo Fernández fue condenado a 15 años de cárcel por la masacre de Porvenir. Apeló la sentencia el 11 de abril de 2017 argumentando vicios procesales.
El 9 de noviembre de 2019 y tras 11 años del caso Porvenir, día antes de la renuncia del presidente Evo Morales, el Tribunal Sexto de Sentencia emitió una resolución disponiendo su “libertad absoluta y plena” .